# Championnat de Guinée équatoriale de football 2015-2016
Navigation
Saison précédente Saison suivante
Le Championnat de Guinée équatoriale de football 2015-2016 est la trente-huitième édition du Championnat de Guinée équatoriale de football. 
La compétition se scinde en trois phases :
- La première phase voit les équipes réparties en deux poules géographiques (Insular et Continental), où elles s'affrontent à deux reprises. Les quatre premiers se qualifient pour la seconde phase, le cinquième dispute un barrage de relégation et le dernier best automatiquement relégué en deuxième division.
- Lors de la seconde phase, les huit qualifiés restent à nouveau dans deux groupes géographiques et se rencontrent deux fois. Seuls les deux premiers accèdent à la phase finale.
- La phase finale est jouée sous forme de rencontres à élimination directe avec demi-finales et finale.

C'est le club du CD Elá Nguema qui remporte le titre cette saison, après avoir battu les Leones Vegetarianos lors de la finale nationale à Bata. C'est le seizième titre de champion de Guinée équatoriale de l'histoire du club.

## Les clubs participants
- Racing Micomeseng
- FC Bata - Promu de Segunda División
- Deportivo Unidad
- Quince de Agosto
- San Kuma Sport - Promu de Segunda División
- Deportivo Ebenezer - Promu de Segunda División
- Real Sanidad FC - Promu de Segunda División
- Atlético Semu
- Akonangui Football Club
- Águilas Verdes de Guadalupe - Promu de Segunda División
- CD Elá Nguema
- Leones Vegetarianos

## Compétition
Le barème utilisé pour le classement est le suivant :
- Victoire : 3 points
- Match nul : 1 point
- Défaite, abandon ou forfait : 0 point

### Première phase
| Rang | Équipe              | Pts | J | G | N | P | Bp | Bc | Diff |
| ---- | ------------------- | --- | - | - | - | - | -- | -- | ---- |
| 1    | Atlético Semu       | 17  | 8 | 5 | 2 | 1 | 14 | 7  | +7   |
| 2    | CD Elá Nguema       | 16  | 8 | 5 | 1 | 2 | 12 | 7  | +5   |
| 3    | Leones Vegetarianos | 15  | 8 | 5 | 0 | 3 | 13 | 6  | +7   |
| 4    | Deportivo EbenezerP | 10  | 8 | 3 | 1 | 4 | 7  | 10 | -3   |
| 5    | Deportivo Unidad    | 11  | 8 | 3 | 2 | 3 | 8  | 7  | +1   |
| 6    | San Kuma SportP     | 0   | 8 | 0 | 0 | 8 | 6  | 23 | -17  |

| Rang | Équipe                       | Pts | J  | G | N | P | Bp | Bc | Diff |
| ---- | ---------------------------- | --- | -- | - | - | - | -- | -- | ---- |
| 1    | Racing MicomesengT           | 25  | 10 | 8 | 1 | 1 | 23 | 7  | +16  |
| 2    | Quince de Agosto             | 16  | 10 | 5 | 1 | 4 | 10 | 16 | -6   |
| 3    | Akonangui Football Club      | 13  | 10 | 3 | 4 | 3 | 12 | 10 | +2   |
| 4    | FC BataP                     | 12  | 10 | 3 | 3 | 4 | 8  | 11 | -3   |
| 5    | Real Sanidad FCP             | 11  | 10 | 3 | 2 | 5 | 13 | 19 | -6   |
| 6    | Águilas Verdes de GuadalupeP | 6   | 10 | 1 | 3 | 6 | 8  | 11 | -3   |

### Barrage de promotion-relégation
Les cinquièmes de chaque poule affrontent deux équipes de deuxième division pour tenter de se maintenir parmi l'élite.
| Équipe 1         | Résultat | Équipe 2                        | Aller | Retour |
| ---------------- | -------- | ------------------------------- | ----- | ------ |
| Real Sanidad FC  | 2 - 5    | (D2) Nsok-Nsomo FC              | 1 - 3 | 1 - 2  |
| Deportivo Unidad | 0 - 1    | (D2) The Panthers Football Club | 0 - 0 | 0 - 1  |

- Nsok-Nsomo FC et The Panthers Football Club prennent la place du Deportivo Unidad et du Real Sanidad FC en première division.

### Seconde phase
| Rang | Équipe              | Pts | J | G | N | P | Bp | Bc | Diff |  | Résultats (▼ dom., ► ext.) | Leo | Ela | Ebe | Sem |
| ---- | ------------------- | --- | - | - | - | - | -- | -- | ---- |  | -------------------------- | --- | --- | --- | --- |
| 1    | Leones Vegetarianos | 14  | 6 | 4 | 2 | 0 | 9  | 4  | +5   |  | Leones Vegetarianos        |     | 0-0 | 0-0 | 2-0 |
| 2    | CD Elá Nguema       | 10  | 6 | 3 | 1 | 2 | 10 | 9  | +1   |  | CD Elá Nguema              | 1-2 |     | 1-2 | 3-2 |
| 3    | Deportivo EbenezerP | 5   | 6 | 1 | 2 | 3 | 7  | 9  | -2   |  | Deportivo EbenezerP        | 1-2 | 1-2 |     | 2-2 |
| 4    | Atlético Semu       | 4   | 6 | 1 | 1 | 4 | 10 | 14 | -4   |  | Atlético Semu              | 2-3 | 2-3 | 2-1 |     |

| Rang | Équipe                  | Pts | J | G | N | P | Bp | Bc | Diff |  | Résultats (▼ dom., ► ext.) | Ako | Rac | Bat | QAg |
| ---- | ----------------------- | --- | - | - | - | - | -- | -- | ---- |  | -------------------------- | --- | --- | --- | --- |
| 1    | Akonangui Football Club | 13  | 6 | 4 | 1 | 1 | 15 | 5  | +10  |  | Akonangui Football Club    |     | 1-1 | 3-0 | 2-0 |
| 2    | Racing Micomeseng'T'C   | 11  | 6 | 3 | 2 | 1 | 11 | 5  | +6   |  | Racing Micomeseng'T'C      | 1-2 |     | 3-0 | 4-1 |
| 3    | FC BataP                | 6   | 6 | 2 | 0 | 4 | 5  | 12 | -7   |  | FC BataP                   | 3-1 | 1-2 |     | 1-0 |
| 4    | Quince de Agosto        | 4   | 6 | 1 | 1 | 4 | 4  | 13 | -9   |  | Quince de Agosto           | 0-6 | 0-0 | 3-0 |     |

|  | Qualification pour la phase finale                                                                 |
|  | T : Tenant du titre C : Vainqueur de la Coupe de Guinée équatoriale P : Promu de deuxième division |

### Phase finale
|  | Demi-finales | Demi-finales            | Demi-finales      | Demi-finales      |                     |                     | Finale | Finale | Finale | Finale |
|  |              |                         |                   |                   |                     |                     |        |        |        |        |
|  |              |                         |                   |                   |                     |                     |        |        |        |        |
|  | 1er gr. A    | Leones Vegetarianos     | 2                 | 2                 |                     |                     |        |        |        |        |
|  | 1er gr. A    | Leones Vegetarianos     | 2                 | 2                 |                     |                     |        |        |        |        |
|  | 2e gr. B     | Racing Micomeseng       | 1                 | 1                 |                     |                     |        |        |        |        |
|  | 2e gr. B     | Racing Micomeseng       | 1                 | 1                 | Leones Vegetarianos | Leones Vegetarianos | 0 (2)  | 0 (2)  |        |        |
|  |              |                         |                   |                   | Leones Vegetarianos | Leones Vegetarianos | 0 (2)  | 0 (2)  |        |        |
|  |              |                         | CD Elá Nguema tab | CD Elá Nguema tab | 0 (3)               | 0 (3)               |        |        |        |        |
|  | 1er gr. B    | Akonangui Football Club | CD Elá Nguema tab | CD Elá Nguema tab | 0 (3)               | 0 (3)               | 1      | 1      |        |        |
|  | 1er gr. B    | Akonangui Football Club |                   |                   |                     |                     |        | 1      |        |        |
|  | 2e gr. A     | CD Elá Nguema           | 2                 | 2                 |                     |                     |        |        |        |        |
|  | 2e gr. A     | CD Elá Nguema           | 2                 | 2                 |                     |                     |        |        |        |        |

## Bilan de la saison
| Championnat de Guinée équatoriale de football 2015-2016 |                             |
| Champion                                                | CD Elá Nguema (16e titre)   |
| Coupes et trophées                                      |                             |
| Vainqueur de la Coupe de Guinée équatoriale 2015-2016   | Racing Micomeseng           |
| Qualifications continentales                            |                             |
| Ligue des champions de la CAF 2017                      | CD Elá Nguema               |
| Coupe de la confédération 2017                          | Racing Micomeseng           |
| Promotions et relégations                               |                             |
| Promus en Primera División                              | Nsok-Nsomo FC               |
| Promus en Primera División                              | The Panthers Football Club  |
| Promus en Primera División                              | San Pablo de Nsork          |
| Promus en Primera División                              | Dragón Fútbol Club          |
| Relégués en Segunda División                            | Deportivo Unidad            |
| Relégués en Segunda División                            | Real Sanidad FC             |
| Relégués en Segunda División                            | San Kuma Sport              |
| Relégués en Segunda División                            | Águilas Verdes de Guadalupe |